# Windows Media Player
Windows Media Player (WMP, званично назван Windows Media Player Legacy) је први медијски плејер и апликација за библиотеку медија коју је Microsoft развио за репродукцију аудио и видео записа на личним рачунарима. Био је компонента оперативног система Microsoft Windows, укључујући Windows 9x, Windows NT, Pocket PC и Windows Mobile. Microsoft је такође објавио издања Windows Media Player-а за класични Mac OS, Mac OS X и Solaris, али их је од тада укинуо.
Поред тога што је медијски плејер, апликација може да рипује аудио датотеку са компакт дискова, нарезује аудио ЦД-ове или MP3 ЦД-ове, синхронизује садржај са дигиталним аудио плејером или мобилним уређајима и преноси медије преко локалне мреже. Првобитно се могао повезати са бројним музичким продавницама на мрежи, омогућавајући својим корисницима да купују дигиталну музику. Подразумевани формати датотека су Windows Media Video (WMV), Windows Media Audio (WMA) и Advanced Systems Format (ASF) и сопствени формат листе песама заснован на XML-у под називом Windows Playlist (WPL). Плејер такође може да користи услугу управљања дигиталним правима у облику Windows Media DRM-а.
Windows Media Player је јединствена компонента по томе што је од 1999. свака верзија Windows-а долазила са две или више његових верзија једна поред друге. На пример, верзије Media Player-а 5.1, 6.4 и 8 биле су укључене у Windows XP. Свака верзија оперативног система Windows може да садржи неколико других апликација за репродукцију медија, односно ActiveMovie Control, CD Player, DVD Player, Windows Media Center и Microsoft Movies & TV.
Windows Media Player 11 је последња out-of-band верзија Media Player-а. Доступан је за Windows XP и укључен је у Windows Vista и Windows Server 2008. Верзија 12 је објављена 2009. заједно са Windows 7 и није била доступна за претходне верзије Windows-а нити је од тада ажурирана.   Windows 8 је укључио Windows Media Player 12 заједно са две друге апликације за медиа плејер, односно Xbox Video и Xbox Music. Потоњи је преименован у Groove Music у Windows 10, а затим коначно у Media Player у Windows 11  који је такође пренет на Windows 10. 

## Историја
Прва верзија Windows Media Player-а појавила се у октобру 1991., када је објављен Windows 3.0 са мултимедијалним екстензијама. Првобитно названа Media Player, ова компонента је била укључена у „Multimedia PC“ компатибилне машине, али није била доступна за малопродају. Могао је да репродукује .mmm анимације и могао је да се прошири да подржи друге формате.
Microsoft је непрестано производио нове програме за репродукцију медијских датотека. У новембру наредне године, Video for Windows је представљен са могућношћу репродукције дигиталних видео датотека у формату AVI контејнера, са подршком кодека за RLE и Video1 и подршком за репродукцију некомпримованих датотека. Indeo 3.2 је додат у каснијем издању. Video for Windows је прво био доступан као бесплатни додатак за Windows 3.1, а касније интегрисан у Windows 95 и Windows NT 4.0. 1995. Microsoft издаје ActiveMovie са DirectX Media SDK. ActiveMovie укључује нови начин рада са медијским датотекама и додаје подршку за стримовање медија (што оригинални Media Player није могао да подржи). 1996 ActiveMovie је преименован у DirectShow.
1999. Windows Media Player се одвојио од верзије самог Windows-а. Windows Media Player 6.4 дошао је као ажурирање за Windows 95-98 и Windows NT 4.0 које је постојало заједно са Media Player-ом и постало уграђена компонента Windows 2000, Windows Ме и Windows XP са mplayer2.exe који омогућава коришћење овог уграђеног уместо новијих верзија. Windows Media Player 7.0 и његови наследници су такође дошли на исти начин, замењујући један другог, али остављајући Media Player и Windows Media Player 6.4 нетакнутим. Windows XP је једини оперативни систем који има три различите верзије (в5.1, в6.4 и в8).
Microsoft је 2004. покренуо дигиталну музичку продавницу MSN Music за нови Windows Media Player 10 како би се такмичио са Apple iTunes-ом.

## Функције

### Основне функције репродукције и библиотеке
Windows Media Player подржава репродукцију аудио, видео и слика. Подржава локалну репродукцију, стриминг репродукцију са multicast стримовима и прогресивна преузимања. Ставке на листи за репродукцију могу се привремено прескочити током репродукције без уклањања са листе за репродукцију. У плејеру је могућ комплетан рад са тастатуром.

### Рад са форматима
Windows Media Player 12 додаје изворну подршку за H.264 и MPEG-4 Part 2 видео формате,  ALAC, AAC аудио, 3GP, MP4 и MOV формате.

## Случај са Европском комисијом
У марту 2004. Европска комисија је у антимонополском случају Европске уније казнила Microsoft са 497 милиона евра и наредила компанији да обезбеди верзију Windows-а без Windows Media Player-а, тврдећи да је Microsoft „кршио закон Европске уније о конкуренцији користећи свој скоро монопол на тржишту за PC оперативне системе на тржишта за оперативне системе сервера радних група и за медијске плејере.” Компанија је ставила на располагање усаглашену верзију свог водећег оперативног система под договореним именом „Windows XP N“, иако производ није био баш успешан. Windows Vista, Windows 7 и Windows 8 су такође доступни у "N" издањима. Међутим, могуће је инсталирати Windows Media Player (XP/Vista) или преко Windows Update (Vista) да би се додао Media Player.

## Историја верзија
Пре објављивања Windows Media Player-а у другом издању Windows 98, засебни програми, CD Player, Deluxe CD Player, DVD Player и Media Player, били су укључени у старе верзије Windows-а за репродукцију медијских датотека. Само Windows Media Player 11 није доступан за Windows Server 2003.
| Верзија                                         | Датум изласка                        | Укључен у | Доступан за                                                                   |
| Microsoft Windows                               | Microsoft Windows                    | Microsoft Windows | Microsoft Windows                                                             |
| ----------------------------------------------- | ------------------------------------ | --- | ----------------------------------------------------------------------------- |
| Media Player (2022)                             | February 15, 2022                    | Windows 11 | Windows 10                                                                    |
| Windows Media Player 12                         | July 22, 2009                        | Windows 7 and later Windows Server 2008 R2 and later                                                                                                 | Н/Д                                                                           |
| Windows Media Player 11                         | October 18, 2006                     | Windows Vista Windows Server 2008 | Windows XP (SP2+) Windows XP x64 Edition Windows XP Media Center Edition 2005 |
| Windows Media Player 10                         | August 25, 2004                      | Windows XP x64 Edition Windows XP Media Center Edition 2005 Windows Server 2003 (SP1+)                                                               | Windows Server 2003 Windows XP                                                |
| Windows Media Player 9 Series                   | January 7, 2003                      | Windows XP (SP2+) Windows Server 2003 (RTM) | Windows XP Windows Me Windows 2000 Windows 98 SE                              |
| Windows Media Player for Windows XP (version 8) | August 24, 2001                      | Windows XP (RTM & SP1) | Н/Д                                                                           |
| Windows Media Player 7.1                        | May 16, 2001                         | Windows 2000 (SP2+) | Windows Me Windows 2000 Windows 98                                            |
| Windows Media Player 7.0                        | June 19, 2000                        | Windows ME | Windows 2000 Windows 98 Windows NT 4.0 Windows 95                             |
| Windows Media Player 6.4                        | September 15, 1999                   | Windows 2000 Windows Me (hidden) Windows XP (hidden) Windows Server 2003 (hidden) Internet Explorer 5.01 Internet Explorer 5.5 Internet Explorer 6.0 | Windows 98 Windows NT 4.0 Windows 95                                          |
| Windows Media Player 6.1                        | March 1999                           | Windows 98 SE Internet Explorer 5.0 | Windows 98 Windows NT 4.0 Windows 95                                          |
| Windows Media Player 6.0                        | September 1998                       | DirectX Media 6.0 Internet Explorer 4.01 (SP2) | Windows 98 Windows NT 4.0 Windows 95                                          |
| Windows Media Player 5.2                        | July 1998                            | Н/Д | Windows 98 Windows NT 4.0 Windows 95 Windows 3.1                              |
| Microsoft Media Player 5.1                      | 2001                                 | Windows XP (hidden) | Н/Д                                                                           |
| Media Player 5.0                                | 1999                                 | Windows 2000 (hidden) | Н/Д                                                                           |
| Media Player 4.9                                | 2000                                 | Windows Me (hidden) | Н/Д                                                                           |
| Media Player 4.1                                | 1998                                 | Windows 98 Windows 98 SE (hidden) | Н/Д                                                                           |
| Media Player 4.0 (Unicode)                      | 1996                                 | Windows NT 4.0 | Н/Д                                                                           |
| Media Player 4.0 (ANSI)                         | 1995                                 | Windows 95 | Н/Д                                                                           |
| Media Player 3.51                               | 1995                                 | Windows NT 3.51 | Н/Д                                                                           |
| Media Player 3.5                                | 1994                                 | Windows NT 3.5 | Н/Д                                                                           |
| Media Player 3.15                               | 1992                                 | Н/Д | Windows 3.1 with Video for Windows                                            |
| Media Player 3.1 (32-bit)                       | 1993                                 | Windows NT 3.1 | Н/Д                                                                           |
| Media Player 3.1 (16-bit)                       | 1992                                 | Windows 3.1 | Н/Д                                                                           |
| Media Player 3.0                                | 1991                                 | Н/Д | Windows 3.0 with Multimedia Extension                                         |
| Windows Mobile                                  |                                      | |                                                                               |
| Windows Media Player 10.3 Mobile                | February 12, 2007 (Windows Mobile 6) | Windows Mobile 6.1 Windows Mobile 6 | Windows Mobile 5.0                                                            |
| Windows Media Player 10.2 Mobile                | ?                                    | Windows Mobile 5.0 | Н/Д                                                                           |
| Windows Media Player 10.1 Mobile                | May 10, 2005                         | Windows Mobile 5.0 | Н/Д                                                                           |
| Windows Media Player 10 Mobile                  | October 12, 2004                     | Windows Mobile 2003 SE | Н/Д                                                                           |
| Windows Media Player 9.0.1                      | March 24, 2004                       | Windows Mobile 2003 SE | Н/Д                                                                           |
| Windows Media Player 9 Series                   | June 23, 2003                        | Windows Mobile 2003 | Н/Д                                                                           |
| Windows Media Player 8.5                        | October 11, 2002                     | Pocket PC 2002 | Н/Д                                                                           |
| Windows Media Player 8.01                       | July 2002                            | Pocket PC 2002 | Н/Д                                                                           |
| Windows Media Player 8                          | October 4, 2001 (Pocket PC)          | Pocket PC 2002 Smartphone 2002 | Н/Д                                                                           |
| Windows Media Player 7.1                        | May 21, 2001                         | Pocket PC 2000 | Н/Д                                                                           |
| Windows Media Player 7                          | December 12, 2000                    | Pocket PC 2000 | Н/Д                                                                           |
| Windows Media Player 1.2                        | September 7, 2000                    | Handheld PC 2000 | Н/Д                                                                           |
| Windows Media Player 1.1                        | ?                                    | Palm-size PC CE 2.11 | Н/Д                                                                           |
| Windows Media Player                            | April 19, 2000                       | Pocket PC 2000 | Н/Д                                                                           |
| Mac                                             |                                      | |                                                                               |
| Windows Media Player 9 Series                   | November 7, 2003                     | Н/Д | Mac OS X                                                                      |
| Windows Media Player 7                          | July 24, 2001                        | Mac OS 9 | Mac OS 8.x                                                                    |
| Windows Media Player 6.3                        | July 17, 2000                        | Mac OS 8 | Mac OS 7.x                                                                    |
| Solaris                                         |                                      | |                                                                               |
| Windows Media Player 6.3                        | July 17, 2000                        | Н/Д | Solaris                                                                       |